# Achillea incognita
Achillea incognita là một loài thực vật có hoa trong họ Cúc. Loài này được Danihelka mô tả khoa học đầu tiên năm 2001.